# Witold Marciszewski
Witold Marciszewski (ur. 18 listopada 1930 w Warszawie) – polski logik i filozof, redaktor kilku encyklopedii logicznych, wieloletni nauczyciel akademicki, założyciel czasopisma Studies in Logic, Grammar and Rhetoric, redaktor blogów akademickich.

## Życiorys akademicki
W 1948 roku ukończył Liceum im. gen. Józefa Sowińskiego w Warszawie.

### Stopnie naukowe
- 1956: magisterium na Wydziale Filozofii Katolickiego Uniwersytetu Lubelskiego, na podstawie pracy dotyczącej logiki Dunsa Szkota.
- 1959: doktorat na Wydziale Filozofii Katolickiego Uniwersytetu Lubelskiego, na podstawie rozprawy porównującej arystotelesowską koncepcję konieczności logicznej z poglądami współczesnymi.
- 1971: stopień doktora habilitowanego nauk humanistycznych w zakresie logiki nadany w 1971 przez Uniwersytet Warszawski, Wydział Nauk Społecznych, na podstawie rozprawy o logice przekonań.
- 1979: tytuł naukowy profesora nadzwyczajnego nauk humanistycznych,
- 1988: tytuł profesora zwyczajnego.

### Stanowiska i funkcje akademickie
- 1972–1979 docent, od 1979 profesor.
- Od 1975 kierownik Zakładu Logiki, obecnie Katedry Logiki, Informatyki i Filozofii Nauki Uniwersytetu w Białymstoku.
- 1981 (wrzesień) do 1982 (styczeń) prorektor UW ds. Filii.

### Okresy i tematy działalności badawczej
- 1954–1961: historia logiki średniowiecznej; metodologia nauk filozoficznych, z koncentracją na tematyce konieczności logicznej oraz formalizacji logicznej argumentów filozoficznych.
- 1961–1963: udział w projekcie badawczym z metodologii nauk empirycznych, realizowanym w Zakładzie Logiki IFiS PAN pod kierunkiem Kazimierza Ajdukiewicza. Wkładem do tego projektu były następujące opracowania.

1. Analiza języka nauk empirycznych wykazująca obecność u jego podstaw, tj. w procedurach ostensywnych, pojęć logiki i teorii mnogości, które muszą być przyjęte a priori; stanowi to istotny argument na rzecz racjonalizmu (w sensie Leibniza).
2. Analiza odwzorowywania sądów i przekonań w mowie zależnej oraz gramatyka mowy zależnej badana za pomocą formalizmu Ajdukiewicza.

- Druga połowa lat 60.: logiczna teorii przekonań.
- Lata 70.: gramatyki formalne Ajdukiewicza, formalna teoria tekstu, systemy informacji naukowej.
- Lata 80.: logika Leibniza i wieku XVII, nurt prowadzący do formalizacji, algebraizacji i komputeryzacji rozumowań (z uwzględnieniem antycypacji średniowiecznych).
- lata 90. przynoszą prace w dziedzinach związanych z zastosowaniem komputerów: (a) wkład komputeryzacji rozumowań w teorię inteligencji, rola systemów pojęciowych w funkcjonowaniu inteligencji; (b) metody i techniki konstruowania hipertekstów dla celów komunikacji naukowej w Internecie.
- Po roku 2000: zagadnienia dynamiki cywilizacji w nawiązaniu do procesów globalizacji i procesów integracji europejskiej, ze szczególnym uwzględnieniem wkładu myśli Oświecenia.

### Działalność organizacyjna na polu nauki
- 1975: utworzenie Zakładu Logiki w Filii UW, obecnie Katedry Logiki, Informatyki i Filozofii Nauki, UwB.
- 1977: zorganizowanie, na zlecenie Komitetu Nauk Filozoficznych PAN, Sekcji Logiki na Polskim Zjeździe Filozoficznym w Lublinie i przewodniczenie tej sekcji.
- 1978: utworzenie międzynarodowego zespołu do prac nad wydaniem pozycji podanej niżej w V-C3.
- 1980: założenie rocznika (obecnie serii książkowej) Studies in Logic, Grammar and Rhetoric wydawanego przez Filię UW w Białymstoku.
- 1987: zorganizowanie, na zlecenie Komitetu Nauk Filozoficznych PAN, Sekcji Logiki na Polskim Zjeździe Filozoficznym w Krakowie i przewodniczenie tej sekcji.
- 1987–1990: zorganizowanie i kierownictwo resortowego (z udziałem 12 uczelni) programu MEN Systemy logiczne i algorytmy do komputerowego testowania poprawności dowodów. Jego głównym wynikiem jest system Mizar (autorstwa Andrzeja Trybulca, Instytut Matematyki UwB); zyskał on do dziś wybitną pozycję międzynarodową.
- 1991: założenie, wraz z żoną, Fundacji na rzecz Informatyki, Logiki i Matematyki prowadzącej działalność statutową w zakresie badań i wydawnictw naukowych.
- 1992–1994: zorganizowanie i kierownictwo wspieranego przez KBN projektu Elektroniczny system informacyjny w zakresie filozofii w Polsce.
- 1996: inicjatywa i objęcie funkcji pierwszego głównego wykonawcy wspieranego grantem KBN (Zespół Automatyki, Elektroniki etc.) projektu (1997–1999) Badania nad naturalną i sztuczną inteligencją za pomocą automatyzacji rozumowań.
- 1998: utworzenie domeny internetowej calculemus.org obejmującej m.in. Mathesis Universalis – periodyk poświęcony wkładowi logiki i informatyki w teorię umysłu etc.
- 1997–2003: organizacja i kierownictwo corocznych „Warsztatów Logiki, Informatyki i Filozofii Nauki” poświęconych zagadnieniom rozstrzygalności, w szczególności pod kątem zastosowań w naukach społecznych.
- 2003–2006: Kierownictwo projektu badawczego Nierozstrzygalność i algorytmiczna niedostępność w naukach społecznych.
- Zjazdy filozoficzne 1997, 2004, 2008, 2012 – organizacja i kierownictwo sekcji tematycznych i paneli (logika, metafilozofia, racjonalizm).
- 2010–2011: Utworzenie i prowadzenie blogów akademickich Cafe Aleph. prowadzony wspólnie z Pawłem Stacewiczem oraz Our Pub – European Rationalism.

## Publikacje książkowe

### Monografie
1. Podstawy logicznej teorii przekonań, PWN, 1972.
2. Metody analizy tekstu naukowego, PWN, 1977, 1981.
3. Logika z retorycznego punktu widzenia, UW, 1991.
4. Logic from a Rhetorical Point of View (tytuł podobny do pozycji 3, treść nowa). Walter de Gryuter (Berlin etc.) 1994, s. 312 (B5). Rozprawa o tym, co logika uprawiana w łączności z informatyką wnosi do teorii komunikacji.
5. Mechanization of Reasoning in a Historical Perspective (wspólnie z Romanem Murawskim). Rodopi (Amsterdam etc.) 1995, s. 267 (B5). Rozprawa o drodze, jaką przeszła logika od średniowiecznych projektów formalizacji do współczesnej algebraizacji i komputeryzacji.
6. Umysł – komputer – świat. O zagadce umysłu z informatycznego punktu widzenia (wspólnie z Pawłem Stacewiczem), Exit – Akademicka Oficyna Wydawnicza, 2011. Jest to próba sformułowania naukowych podstaw stanowiska określanego przez autorów mianem światopoglądu informatycznego.

### Podręczniki
1. Zarys logiki dla bibliotekoznawców, cz. 2 (cz. 1 napisana przez Barbarę Stanosz), Wyd. UW, 1972.
2. Sztuka rozumowania w świetle logiki, Aleph, 1994.

### Redakcja i współautorstwo encyklopedii i antologii
1. Mała encyklopedia logiki, Ossolineum 1970, 1988 (wyd. rozszerzone).
2. Studies in Formal Linguistics (redakcja zeszytu tematycznego Studia Logica, vol. 37, no. 1) 1978.
3. Dictionary of Logic as Applied in the Study of Language: Concepts, Methods, Theories, Nijhoff (Haga etc.) 1981, s. 436 (B5).
4. Logika formalna. Zarys encyklopedyczny z zastosowaniem do informatyki i lingwistyki (polska adaptacja pozycji 2), PWN, 1987.
5. Categorial Grammar (red. wspólnie z Wojciechem Buszkowskim i J. van Benthemem, antologia), Benjamins (Amsterdam etc.) 1988.
6. Inicjatywa wydawnicza, opracowanie redakcyjne i opatrzenie wstępem książki Petera Simonsa Philosophy and Logic in Central Europe from Bolzano to Tarski, Kluwer (Dordrecht etc.) 1992.
7. Inicjatywa wydawnicza, opracowanie redakcyjne i opatrzenie posłowiem polskiego przekładu książki Alfreda Tarskego pod (polskim) tytułem Wprowadzenie do logiki i do metodologii nauk dedukcyjnych, wydane przez Filię UW w Białymstoku i Fundację Informatyki (zob. IV.7), 1995, 1996.
8. Tłumaczenie i poprzedzenie wstępem książki G. Ryle’e The Concept of Mind pod polskim tytułem Czym jest umysł?, PWN 1970.

### Eseistyka naukowa i popularyzacja
1. Sztuka dyskutowania, Iskry 1969, 1971; Aleph 1994, 1996 (wyd. rozszerzone).
2. Poradnik dla niezdecydowanych (elementy teorii decyzji i prakseologii), Ossolineum 1974.
3. Rola dyskusji w nauczaniu i wychowaniu, Książka i Wiedza 1976.
4. Tajniki Internetu, Aleph, 1994.
5. Sztuczna Inteligencja, Znak, 1998.